# Нестеренко Георгій Дмитрович
Георгій Дмитрович Нестере́нко (7 травня 1925, Запоріжжя — 11 лютого 1991, Запоріжжя) — український радянський графік; член Запорізького товариства художників з 1951 року та Спілки радянських художників України з 1967 року.

## Біографія
Народився 7 травня 1925 року в місті Запоріжжі (нині Україна). У 1940—1941 роках навчався у Київській художній школі. Під час німецько-радянської світової війни працював слюсарем-лекальником на заводі в Омську. У 1947—1950 роках продовжив здобувати мистецьку освіту на живописному відділенні у Дніпропетровському художньому училищі, був учнем Олексія Вандаловського, Михайла Паніна.
Працював художником багатотиражної газети, згодом — у редакціях запорізьких обласних газет, в Запорізькій обласній організації Спілки радянських художників України. Мешкав у Запоріжжі в будинку на майдані Пушкіна, № 8. Помер у Запоріжжі 11 лютого 1991 року.

## Творчість
Працював в галузях станкової, книжкової та промислової графіки, плаката. У творчості переважала воєнна тематика — події 1918—1920 років та німецько-радянської війни, шевченкіана. Серед робіт:
- «На колгоспному дворі» (1952)
- «Колгоспна череда» (1954, папір, туш, перо);
- «На тирлі» (1970);

ліногравюри
- «У гайдамаки» (1963);
- «У тил ворога» (1964);
- «Фронтові шляхи» (1964);
- «Партизан» (1964);
- «Тарас Шевченко» (1964);
- «Їм потрібний мир» (1964);
- «Похід закінчено» (1967, за мотивами пісні «По долинах і узгір'ях»);
- «Не забудемо!» (1967);
- «Тут були пороги» (1967);
- «Біля пам'ятника героям» (1967);
- «Біля багаття» (1967);
- «Піонерська пісня» (1967);
- «За висоту» (1967);
- «Я хату покинув, пішов воювати» (1968);
- «Орлятко» (1968);
- «Вершина» (1970-ті).

Автор графічної серії «Великий почин» про освоєння цілинних земель.
Брав участь у республіканських виставках з 1969 року. Персональна виставка відбулася у Запоріжжі у 1977 році. Деякі роботи художника зберігаються в Запорізькому художньому музеї.